# Flabellum japonicum
Espèce
Statut CITES
Flabellum japonicum est une espèce de coraux appartenant à la famille des Flabellidae.